# Stefan Vukčić
Stjepan Vukčić  (en serbo-croate : Stjepan Vukčić Kosača ; en serbe en écriture cyrillique : Стефан Вукчић Косача), né vers 1404 à Kosače près de Goražde et mort le 22 mai 1466 à Herceg Novi, était un prince de la famille Kosača. Il fut grand-voïvode de Bosnie et commandeur d'Herzégovine au service du roi Tvrtko II à partir de 1435. En 1448, il a déclaré son indépendance du royaume de Bosnie ; en tant que souverain, il regnait sur un territoire constitué par les principautés de Zachlumie et de Travonie.
C'est le titre ducal de Stefan herceg (d'allemand : Herzog) qui est à l'origine du nom de l'Herzégovine lorsqu'il assure l'indépendance de ce territoire en 1448. Le titre est également à l'origine du nom du pays la Bosnie-Herzégovine, et de celui de la ville de Herceg Novi (aujourd'hui dans le Montenegro) près des bouches de Kotor.

## Biographie

Domaine de Stefan Vukčić, vers 1440.

Fils de Vukac Hranić (mort en 1432), noble puissant au titre de knèze (knez), ainsi que neveu et successeur de Sandalj Hranić, grand-voïvode (veliki vojvoda) de Bosnie, il devient le chef de la famille à la mort de son oncle en 1435. En tant que grand-voïvode résidant à la forteresse de Blagaj près de Mostar, il réussit à préserver la plus grande partie des domaines familiaux dans la région de Podrinje en entretenant de bonnes relations avec l'Empire ottoman.
Après la mort du roi Tvrtko II en 1443, il met à profit les conflits dynastiques des Kotromanić qui déchire le royaume pour cesser de reconnaître l'autorité de la Bosnie. Lui qui était un adhérent de l'Église bosnienne, ne souhaitait pas reconnaitre le nouveau roi Étienne Thomas, qui s'était converti au catholicisme. En 1448, il s'allie avec les Ottomans et le despot serbe pour faire tomber le roi de Bosnie. C'est alors qu'il obtient le titre germanique de Herzog (c'est-à-dire « duc »), possiblement des mains de Frédéric III, roi des Romains ; de ce titre donne aujourd'hui son nom à l'Herzégovine qui a supplanté les principautés de Zachlumie et de Travonie.
Après la chute du royaume de Bosnie en 1463 aidé de ses fils Vlatko et Vladislav il s'efforce de reprendre une partie des régions conquises par les Ottomans en mettant à profit une offensive hongroise des armées du roi Mathias Corvin. Toutefois, en 1465, lorsque les Ottomans s'emparent de la plus grande partie de l'Herzégovine, Stefan Vukčić ne contrôle plus que la vallée de la Neretva et sur la côte la région des bouches de Kotor. À sa mort en mai 1466 à Novi, il désigne son fils Vlatko comme seul Herzeg ce qui crée l'animosité entre ses héritiers.

## Unions et descendance
Stefan ou Stjepan Vukčić contracta trois unions:
1) En 1424 avec Jelena Balšić (morte en 1453), fille de Balša III, prince de Zeta, dont :
- Catherine (née 1424 - Rome, 25 novembre 1478), épouse en 1446 le roi Étienne-Thomas de Bosnie ;
- Vlatko Hercegović (vers 1426 - Rab, 1489), duc de Saint Sava ;
- Vladislav Hercegović (vers 1427 - 1487/89), duc de Saint Sava, seigneur de Krajina.

2) En 1455 avec Barbara (morte en juin 1459), filia illustris ducis de Payro (duc de Bavière ou des Baux?), dont :
- un fils, mort jeune en 1456
- Mara
- Stjepan Hercegović (mort en 1517), il devient musulman et change son nom en Ahmed Hercegović (Turc: Hersekli Ahmed Pasha).

3) En 1460 Cécile, une noble d'origine germanique.